# Joyce Moreno
 (mars 2012).
Pour les articles homonymes, voir Joyce.
Joyce Silveira Moreno, dite Joyce (prononcé « jo-i-si ») et, depuis 2009, Joyce Moreno, est une chanteuse et compositrice brésilienne. Elle est également une remarquable guitariste et arrangeuse. Elle est née à Rio de Janeiro le 31 janvier 1948.

## Biographie
Joyce a commencé sa carrière à la fin des années 1960 et a produit plus de 20 albums solo. Elle a également collaboré avec Elis Regina, Toninho Horta, Vinícius de Moraes et Yoko Kanno. Ces dernières années, elle collabore intensivement avec João Donato. Son œuvre a été rapprochée aux débuts du jazz fusion.
Elle commence dans la musique en écoutant son frère jouer de la guitare, mais aussi Ella Fitzgerald, Miles Davis et Billie Holiday. Encouragée très jeune, elle apparaît rapidement sur la scène musicale.
Joyce est en outre l'auteur d'un livre de souvenirs, Fotografei Você na Minha Rolleyflex, où elle évoque ses expériences dans la bossa nova et la MPB et fait le portrait de plusieurs musiciens dont João Gilberto.
Elle est mariée au batteur Tutty Moreno, lequel fait partie de son groupe. Deux de ses filles (Clara Moreno et Ana Martins), d'un précédent mariage avec Nelson Angelo, sont également chanteuses.

## Discographie
- 1968 - Joyce (Philips)
- 1969 - Encontro Marcado (Philips)
- 1971 - Posições (Odeon)
- 1972 - Nelson Ângelo e Joyce (Odeon)
- 1976 - Passarinho urbano (Fonit-Cetra, Italie ; puis 1977, Continental, Brésil).
- 1980 - Feminina (Odeon)
- 1981 - Água e Luz (Odeon)
- 1983 - Tardes cariocas (1984, Feminina Produções LP; CD PolyGram, Brésil).
- 1985 - Saudade do futuro (Pointer)
- 1986 - Wilson Batista, o samba foi sua glória (Funarte/Continental)
- 1987 - Tom Jobim - os anos 60 (SBK/EMI-Odeon)
- 1988 - Negro demais no coração (SBK/EMI-Odeon)
- 1989 - Joyce ao vivo (EMI-Odeon)
- 1990 - Music inside (Verve/PolyGram, USA, GB)
- 1991 - Language and Love (aka Línguas e amores) (USA, GB, Brésil).
- 1994 - Revendo amigos (EMI-Odeon)
- 1994 - Delírios de Orfeu (NEC Avenue, Japon)
- 1995 - Live at the Mojo Club (Verve/Polygram, Allemagne).
- 1996 - Sem você (Omagatoki, Japon) - avec Toninho Horta
- 1996 - Ilha Brasil (EMI-Odeon, Brésil ; Omagatoki, Japon ; World Pacific-Blue Note, USA).
- 1998 - Astronauta (Cancões de Elis) (Blue Jackel, USA ; Pau Brasil, Brésil ; Omagatoki, Japon).
- 1999 - Hard Bossa (Far Out, GB).
- 2000 - Tudo Bonito (Epic/Sony Music)
- 2001 - Gafieira Moderna (Far Out, GB; Biscoito Fino, Brésil).
- 2003 - Bossa Duets (Sony)
- 2004 - Just A Little Bit Crazy (Far Out, GB ; Blue Jackel, USA ; Biscoito Fino, Brésil) - avec Banda Maluca.
- 2005 - DVD - Banda Maluca Ao Vivo (Biscoito Fino)
- 2005 - Rio Bahia (Far Out) - avec Dori Caymmi
- 2007 - Samba-Jazz & Outras Bossas - avec Tutty Moreno
- 2008 - Joyce Ao Vivo (CD/DVD)
- 2009 - Visions of Dawn (Far Out) - Enregistré à Paris, 1976
- 2009 - Celebrating Jobim (Japon) - avec WDR Big Band
- 2009 - Slow Music (Biscoito Fino)
- 2010 - Aquarius (FarOut Recordings) - avec João Donato
- 2012 - Rio de Janeiro (FarOut Recordings)
- 2013 - Tudo (FarOut Recordings)
- 2014 - Raiz (FarOut Recordings)

### Compilations
- 1997 - The Essential Joyce (Mr. Bongo)